# مواده المظلمة
موادهُ المظلمة هي ثلاثية ملحمية لمجموعة روايات فنتازية للمؤلف فيليب بولمان تتكوّن من أضواء شمالية (نُشرت عام 1995، ونُشرت تحت اسم البوصلة الذّهبيّة في أمريكا الشّماليّة)، والسكين البارع (نُشرت عام 1997) و منظار الكهرمان(نُشرت عام 2000).
إنّها تروي قصّة طفلين يُدعيان ليرا بيلاكوا وويل باري، وهما يتجوّلان عبر سلسلة من العوالم المتوازية. فازت الروايات الثّلاث بالعديد من الجوائز، الأبرز من بينها جائزة العام لسنة 2001 مقدمة من جوائز كوستا للكتب، فازت بها وزاية منظار الكهرمان. فازت رواية أضواء شمالية بـميدالية كارنيغي لأدب الخيال الموجه للأطفال في المملكة المتّحدة سنة 1995. احتلت الثّلاثية المرتبة الثّالثة تصويت ذا بيغ ريد الّذي تحتضنه قنوات بي بي سي في 2003.

## روابط خارجية
- مواده المظلمة على موقع الموسوعة البريطانية (الإنجليزية)